# Heidenheimer Tarifverbund

Logo Heidenheimer Tarifverbund

Der Heidenheimer Tarifverbund (HTV) ist eine Kooperation der örtlichen Verkehrsunternehmen und des Landratsamts im Landkreis Heidenheim in Baden-Württemberg. Er wurde am 27. Mai 1998 mit dem Ziel gegründet, für einen einheitlichen ÖPNV-Tarif zu sorgen. Eine Verbundgesellschaft besteht nicht; ihre Aufgaben werden vom Landratsamt erledigt. Auf einer Fläche von etwa 627 km² gibt es 12 Bahnhöfe und 414 Bushaltestellen. Die jährliche Verkehrsleistung beträgt etwa 624 Tsd. Zugkilometer und rund 3,1 Mio. Buskilometer.
Zum 1. Januar 2004 wurde ein Übergangstarif zum Donau-Iller-Nahverkehrsverbund eingeführt.

## Verkehrsbetriebe im HTV
- Südwestdeutsche Landesverkehrs-AG (SWEG), Niederlassung Ulm
Regionalzüge Aalen–Heidenheim–Ulm

- DB ZugBus Regionalverkehr Alb-Bodensee (RAB), Ulm
IRE-Züge Aalen–Heidenheim–Ulm; Regionalbuslinie 59

- Heidenheimer Verkehrsgesellschaft (HVG), Heidenheim
Stadt- und Regionalbuslinien 1–7, 40–52, 60–68
Subunternehmer: Ostertag, Nattheim

- Regional Bus Stuttgart (RBS), Niederlassung Aalen
Regionalbuslinien 7518, 7690, 7693, 7694
Subunternehmer: Lange, Niederstotzingen; Weis, Neuler

- Süddeutsche Verkehrslinien (SVL), Laupheim
Regionalbuslinien 30, 35, 70, 75, 76
Subunternehmer: Gröner, Steinheim-Söhnstetten; Grüninger, Gerstetten

- Omnibus Rupp, Neresheim
Schulbuslinie 101

## Weblink
- Internetpräsenz des HTV